# 胡文素
胡文素（1915年2月3日—1962年5月19日），越南共和國陸軍少將。

## 生平
胡文素1915年2月3日出生於越南承天省豐田縣福跡村的一個儒學傳統家庭。

### 越南國軍
1949年9月中旬，胡文素加入作爲法蘭西聯盟軍隊一部分的越南國軍。

## 逝世
1962年5月19日晚，他在嘉定的私宅猝死，享年47歲。